# キャッツ・アイ (1985年の映画)
『キャッツ・アイ』（原題：Cat's Eye）は、1985年制作のアメリカ合衆国のホラー映画。
スティーヴン・キング原作・脚色、ルイス・ティーグ監督による3話のオムニバス・ホラー。全話1匹の猫の視点から描かれている。日本では劇場未公開。

## あらすじ
第一話Quitters, Inc.
愛煙家のディックが100%煙草を止められると評判の禁煙治療にトライするが、その禁煙治療は違反すると恐ろしい罰が加えられるというものだった。
第二話The Ledge
テニス選手のジャーニーは大富豪クレスナーの若くて美しい妻と浮気したことから彼の怒りを買い、高層ビルの外壁を一周する死のゲームを強要させられるが、クレスナーに皮肉な結末が訪れる。
第三話The General
少女アマンダが、異世界から現れた子供の魂を吸う小鬼に狙われる。だが、彼女が拾った1匹の猫がその小鬼に果敢に立ち向かう。

## キャスト
- 謎の少女：ドリュー・バリモア

第一話
- ディック・モリソン：ジェームズ・ウッズ
- ヴィニー・ドナッティ博士：アラン・キング
- シンディ：メアリー・ダーシー

第二話
- ジャーニー・ノリス：ロバート・ヘイズ
- クレスナー：ケネス・マクミラン

第三話
- アマンダ：ドリュー・バリモア
- サリー：キャンディ・クラーク
- ヒュー：ジェームズ・ノートン

- ジェームズ・レブホーン
- チャールズ・S・ダットン
- マイク・スター